# World Community Grid
Das World Community Grid (WCG) ist ein von IBM unterstütztes nicht-kommerzielles Projekt für Verteiltes Rechnen und Grid-Computing. Computerbenutzer, die die Software auf ihrem Rechner installieren, können die überschüssige Rechenleistung ihres Rechners dafür nutzen, wissenschaftliche Berechnungen o. ä. ausführen zu lassen. World Community Grid vereint mehrere Projekte unter einer Oberfläche. Projekte wie WCG ersparen den Instituten die Anschaffung teurer Supercomputer.
Das Projekt wird hauptsächlich vom Hauptsponsor IBM betrieben. Das Programm war zunächst nur als eigener Client für Windows-Betriebssysteme verfügbar, seit dem 1. November 2005 existiert allerdings auch eine Linux-Version und seit 2006 eine Mac-Version, die auf dem BOINC-Client basieren, auch Windows ist seither unter BOINC möglich. Inzwischen basiert die Software für alle unterstützten Betriebssysteme auf BOINC.
Am 13. September 2021 wechselte der Betreiber zum Krembil Research Institute in Ontario.

## Arbeitsweise
Die ursprüngliche World-Community-Grid-Software von United Devices vereinigte die unbenutzte Rechenleistung von Heimcomputern mit Internetzugang, um diese für verschiedene humanitäre Projekte zu nutzen. Die Funktion dieses Programms wird inzwischen von der BOINC-Software übernommen, wobei WCG noch stets ein Gesamtprojekt für diverse Unterprojekte, vorrangig aus dem Bereich der Medizin- und Proteinforschung, ist. Seit August 2013 gibt es auch eine Android-App, mit der die User auch die ungenutzte Rechenleistung ihres Smartphones den Projekten zur Verfügung stellen können.
Um die Motivation zu steigern, werden für die einzelnen Benutzer Ranglisten erstellt, und die Nutzer können sich in Teams zusammenschließen, für die es wiederum Ranglisten gibt. Aufgrund der verschiedenen Zählweisen im ursprünglichen UD-Client und dem jetzigen BOINC gibt es zwei parallele Listen, in einer werden alle Berechnungen erfasst, in der anderen nur die unter BOINC berechneten Ergebnisse.

## Geschichte
Das Projekt wurde am 16. November 2004 von IBM gegründet. Die Technologie wurde zunächst von der Firma United Devices Inc. gestellt, die mit ihrem Krebs-Forschungsprojekt United Devices Cancer Research Project ebenfalls ein Projekt für verteiltes Rechnen betrieb. Das erste Projekt wurde gleichzeitig auf der Plattform grid.org des Herstellers United Devices und im World Community Grid betrieben. Im August 2007 gaben die Projektbetreiber bekannt, sich künftig auf die BOINC-Plattform konzentrieren zu wollen. Im Juli 2008 wurde die Migration auf BOINC abgeschlossen.
Mit Stand vom Januar 2017 haben über 700.000 Mitglieder mit über 3.000.000 Computern dem Projekt mehr als 1.300.000 Jahre an Rechenzeit zur Verfügung gestellt. Das World Community Grid erreicht damit derzeit eine Rechenperformance von 582 TeraFLOPS. Es ist somit eines der größten Projekte im Bereich des Distributed Computing.

## Projekte
Alle Projekte, die bei World Community Grid teilnehmen, werden von Non-Profit-Organisationen geleitet und deren Ergebnisse unter Public Domain veröffentlicht. Im Umfeld von BOINC ist die Bezeichnung Projekt etwas unscharf, da sowohl das gesamte World Community Grid als auch die einzelnen Unterprojekte als Projekt bezeichnet werden.
Es ist möglich, zwischen den verschiedenen Projekten zu wählen und alle oder auch nur einzelne Projekte zu unterstützen. Die Projekte haben jedoch unterschiedliche Systemvoraussetzungen, so dass unter Umständen die Teilnahme an einem bestimmten Projekt nicht möglich ist.

### Aktiv
- Africa Rainfall Project – Verbesserung von Regenschauer-Vorhersagen in Afrika zusammen mit der TU Delft[7]
- Help Stop TB: Simulation der Schutzmechanismen der Moleküle von Tuberkulose verursachenden Mykobakterien[8]
- Mapping Cancer Markers: Vergleich von Gewebeproben zur Erkennung von Tumormarkern[9]
- OpenPandemics - COVID-19 – Suche nach Medikamenten gegen COVID-19 zusammen mit Scripps Research[10]

### Auf pause
- Smash Childhood Cancer: Suche nach Medikamente gegen die meistverbreiteten Arten von Krebs bei Kindern[11]

### Abgeschlossen
- AfricanClimate@Home: Dieses Projekt der Universität Kapstadt untersucht Klimamodelle einiger ausgewählter Regionen Afrikas
- Computing for Clean Water: Analyse des Flussverhaltens von Wasser mit dem Ziel, bessere Materialien für Trinkwasserfilter zu entwickeln
- Computing for Sustainable Water: Untersuchung von Auswirkungen menschlicher Aktivität auf ein großes Wassereinzugsgebiet, Chesapeake Bay
- Discovering Dengue Drugs – Together – Phase 1 und 2: Versucht, Medikamente gegen die Familie der Flaviviridae zu entwickeln – wie Denguefieber, Hepatitis C, West-Nil-Virus oder Gelbfieber
- Drug Search for Leishmaniasis: Projekt, das nach Molekülen sucht, die zur Entwicklung eines Medikaments gegen Leishmaniose hilfreich sein könnten
- FightAIDS@Home – Phase 1: Vormals eigenständiges Projekt des Olson Laboratory am Scripps Research Institute, das nach Medikamenten gegen AIDS sucht
- FightAIDS@Home – Phase 2: Suche nach Medikamenten gegen AIDS[12]
- Genome Comparison: Erstellung einer Vergleichsdatenbank des kompletten menschlichen Genoms
- GO Fight Against Malaria: Projekt des Olson Laboratory am Scripps Research Institute, das nach neuen Medikamenten gegen die bisher wirkstoffresistenten Formen der Malaria sucht
- Help Conquer Cancer: Zusammen mit dem Ontario Cancer Institute (OCI), dem Princess Margaret Hospital sowie dem University Health Network wird versucht, Ergebnisse aus der Proteinkristallographie zu verfeinern und damit das Verständnis und die Behandlung von Krebs zu verbessern
- Help Cure Muscular Dystrophy – Phase 1 und 2: Erforschung der Wechselwirkung von Proteinen, die eine Rolle in der Entstehung und bei einer möglichen Therapie von Myotoner Dystrophie, einer Gruppe neuromuskulärer Erkrankungen spielen[13]
- Help Defeat Cancer: Microarray-Forschung mit dem Ziel schnellerer und genauerer Krebsdiagnosen
- Help Fight Childhood Cancer: Versucht Medikamente zu finden, die bestimmte Proteine unwirksam machen, zur Linderung von Neuroblastom
- Human Proteome Folding Project – Phase 1 und 2: Ziel ist es, die Struktur der menschlichen Proteine und deren permanente Verwandlung vorauszusagen
- Influenza Antiviral Drug Search: Finden von neuen Heilmitteln gegen Influenza, um die Ausbreitung einer bestehenden Infektion im Körper zu verhindern.
- Microbiome Immunity Project: Ermittlung der Auswirkung von Mikroorganismen des Körpers auf Diabetes Typ I[14]
- Nutritious Rice for the World: Dies ist ein Projekt der University of Washington im Kampf gegen den Hunger auf der ganzen Welt. Es wird versucht, die Proteinstrukturen von bedeutenden Reissorten zu analysieren
- OpenZika: Finden von neuen Heilmitteln gegen Zika[15]
- Outsmart Ebola Together: Finden von neuen Heilmitteln gegen Ebola
- Say No to Schistosoma: Suche nach chemischen Substanzen, die zu neuen Medikamenten gegen Bilharziose führen könnten
- The Clean Energy Project – Phase 1: Dies ist ein Projekt der Harvard University zur Suche nach besseren Materialien für die solare Energieerzeugung und -speicherung[16]
- The Clean Energy Project – Phase 2: Fortführung der Suche nach besseren Materialien für Solarzellen
- Uncovering Genome Mysteries: Vergleich von ungefähr 200 Millionen Proteinen aus dem Genpool einer Vielzahl bekannter wie unbekannter Organismen.